# ريكاردو بلوم
ريكاردو بلوم (16 أغسطس 1933 - 30 أكتوبر 2020)، هو ممثل ومخرج من بيرو طور معظم حياته المهنية في المكسيك. شملت أعماله المسرح والسينما والتلفزيون.

## روابط خارجية
- ريكاردو بلوم في قاعدة بيانات الأفلام على الإنترنت